# بخش کالاموچیتا
بخش کالاموچیتا (به اسپانیایی: Departamento Calamuchita) یک منطقهٔ مسکونی در آرژانتین است که در استان کوردوبا، آرژانتین واقع شده‌است. بخش کالاموچیتا ۴٬۶۴۲ کیلومتر مربع مساحت و ۵۰٬۰۰۰ نفر جمعیت دارد.